# Лёгкая атлетика на летних Олимпийских играх 1924 — индивидуальный кросс
Соревнования по кроссу на летних олимпийских играх 1924 года состоялись 12 июля. Длина дистанции составляла около 10 000 метров. Легкоатлеты стартовали на одной из улиц города Коломб и финишировали на стадионе «Ив дю Мануар», пробежав по нему заключительные 300 метров.

## Соревнования
Соревнования проходили в жаркую погоду, при температуре окружающего воздуха +45 (+38 в тени). Трасса была проложена недалеко от свалки кухонных отбросов. Из 38 участников финишировало 15, 8 человек покинули трассу на носилках. Представители Красного креста были вынуждены искать сошедших с трассы бегунов, чтобы оказать им помощь. Лидировавший в начале бега, Виде присоединился к черневшим вдоль трассы «павшим» в «жаркой битве при Коломбо». Ошибочно было сообщено, что он умер в госпитале.
Первым был Пааво Нурми, вторым, через полторы минуты, финишировал Вилле Ритола. Зрелище произвело тяжелое впечатление на присутствовавших. После этого кросс был исключен из программы Игр.
Француз Морис Норланд стал последним из финишировавших, проиграв чемпиону почти 9 минут на сравнительно короткой дистанции. Однако именно финиш Норланда позволил сборной Франции занять третье место в командном зачёте и получить бронзовые награды. Кроме сборных Финляндии, США и Франции ни у одной сборной не было три финишировавших спортсмена, что было необходимым для квалификации в командном зачёте.

## Результаты
| Место | Атлет                    | Время   |
| ----- | ------------------------ | ------- |
| 1     | Пааво Нурми (FIN)        | 32.54,8 |
| 2     | Вилле Ритола (FIN)       | 34.19,4 |
| 3     | Эрл Джонсон              | 35.21,0 |
| 4     | Эрни Харпер              | 35.45,4 |
| 5     | Анри Лово                | 36.44,8 |
| 6     | Артур Студенрот          | 36.45,4 |
| 7     | Карло Мартиненги (ITA)   | 37.01,0 |
| 8     | Огаст Фагер              | 37.40,6 |
| 9     | Лен Ричардсон (RSA)      | 37.46,0 |
| 10    | Гастон Юэ                | 37.52,0 |
| 11    | Джеймс Хениган           | 38.00,0 |
| 12    | Хейкки Лийматайнен (FIN) | 38.18,0 |
| 13    | Фабиан Веласко           | 39.07,6 |
| 14    | Мигель Пенья             | 41.34,0 |
| 15    | Морис Норланд            | 41.48,3 |
| —     | Хосе Эндиа               | DNF     |
| —     | Артур Сьюэлл             | DNF     |
| —     | Джон Грэй                | DNF     |
| —     | Робер Маршаль            | DNF     |
| —     | Эдвин Виде (SWE)         | DNF     |
| —     | Вяйнё Сипиля             | DNF     |
| —     | Свен Турессон            | DNF     |
| —     | Джон Бенхэм              | DNF     |
| —     | Верне Бут                | DNF     |
| —     | Джон Райан               | DNF     |
| —     | Сидон Эбелинг            | DNF     |
| —     | Йёста Бергстрём          | DNF     |
| —     | Эйно Растас              | DNF     |
| —     | Андре Лозег              | DNF     |
| —     | Хесус Диегес             | DNF     |
| —     | Карло Сперони            | DNF     |
| —     | Амадор Пальма            | DNF     |
| —     | Ээро Берг                | DNF     |
| —     | Эдди Вебстер             | DNF     |
| —     | Люсьен Дольке            | DNF     |
| —     | Джозеф Уильямс           | DNF     |
| —     | Алфредо Гомес            | DNF     |
| —     | Мигель Палау             | DNF     |